# Spyker (marka samochodów)

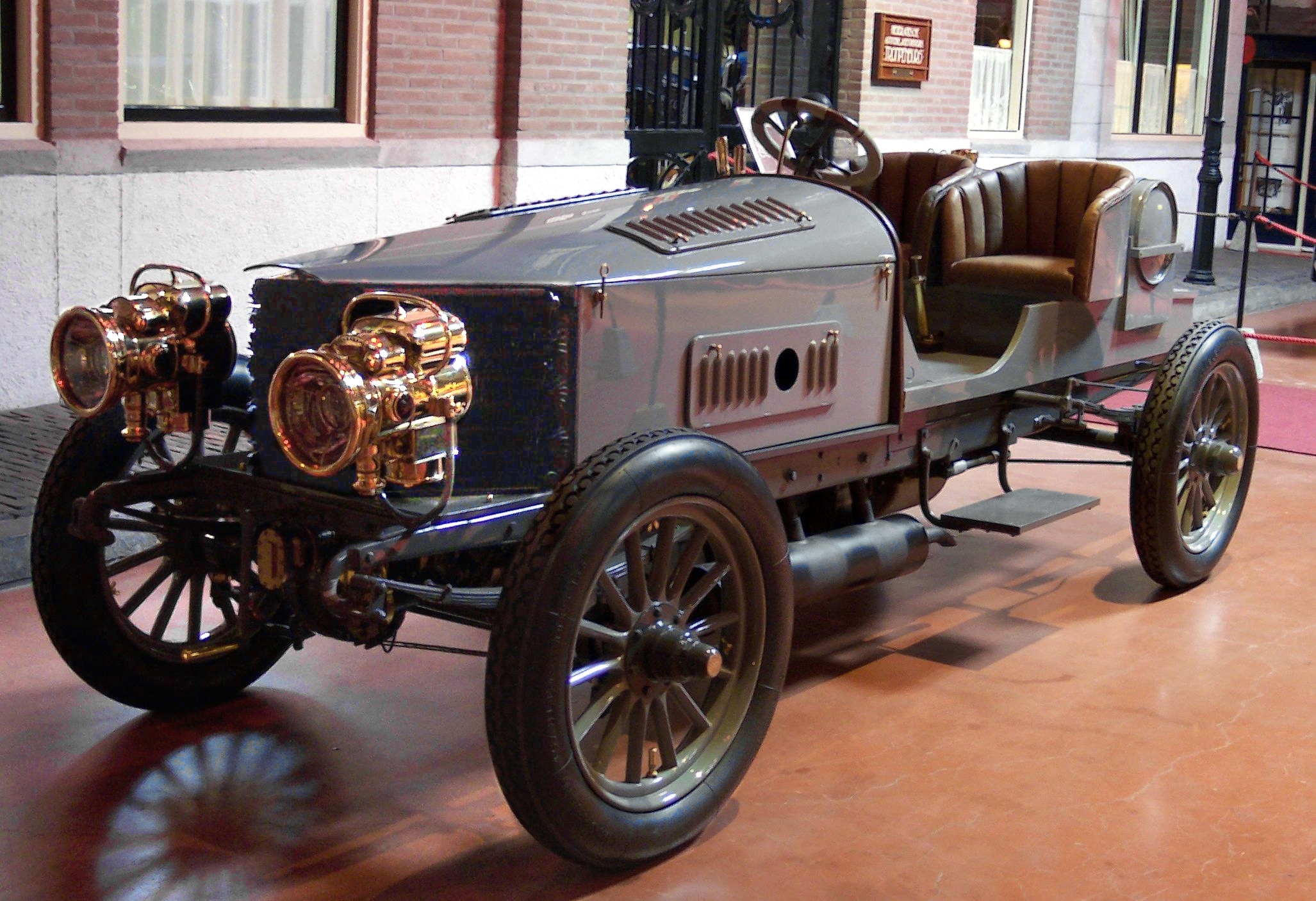
Samochód Spyker 60 HP

Spyker – holenderski producent samochodów, utworzony przez braci Jacobusa i Hendrika-Jana Spijkerów.

## Historia
Firma powstała w 1880 i początkowo zajmowała się wyrobem powozów. W 1898 wyprodukowano pierwszy samochód pod marką Spijker. Miał on drewniane nadwozie i silnik z samochodu produkowanego przez zakłady Carla Benza. W tym samym roku bracia Spijker, dla uczczenia zbliżającej się koronacji, wyprodukowali samochód dla następczyni tronu Wilhelminy. Samochód ten jest do dziś używany przez holenderski dwór królewski. Był to zwrotny punkt w historii firmy. Bracia w celu zdobycia rynków zagranicznych zmienili nazwę na Spyker i całkowicie poświęcili się produkcji samochodów. Pierwotnie siedziba firmy znajdowała się w Hilversum, a w 1886 została przeniesiona w okolice Amsterdamu.
Współpracując z zatrudnionym w fabryce braci Spijkerów w Trompenburgu belgijskim inżynierem Josephem Valentinem Laviolette’em z końcem 1902 rozpoczęli prace na modelem Spyker 60/80 HP. Premiera tego modelu odbyła się w grudniu 1903 roku na Salonie Samochodowym w Paryżu. Był to pierwszy samochód z napędem na cztery koła i sześciocylindrowym silnikiem. Silnik miał pojemność 8686 cm³ i moc 50 KM, a wszystkie koła napędzał za pomocą trzyprzekładniowej skrzyni biegów wyposażonej dodatkowo w nadbieg. Dzięki temu kierowca miał do dyspozycji w sumie 6 przełożeń do jazdy do przodu. Samochód produkowany był z myślą o rajdach sportowych, a jego prędkość maksymalna wynosiła 75 km/h. Ten sam model wytwarzany był również z silnikiem o mocy 40 KM.
W 1907 model 14/18 HP zajął drugie miejsce w wyścigu Pekin-Paryż.
W czasie I wojny światowej recesja na rynku luksusowych samochodów zmusiła firmę do dywersyfikacji produkcji. W tym czasie rozpoczęto produkcję silników lotniczych.
Najbardziej znanym późniejszym modelem był Spyker C4, do którego silnik zaprojektował Wilhelm Maybach. W 1921 C4 ustanowił rekord przejeżdżając w ciągu 36 dni 30 tys. km.
W 1925 firma Spyker wstrzymała produkcję samochodów, a rok później zbankrutowała.
Od lat 90. XX wieku do jej tradycji nawiązuje inna holenderska firma Spyker Cars, produkująca luksusowe samochody sportowe.